# Состен Македонски
Состен (грчки: Σωσθένης; умро 277. п. н. е.) је био краљ Македоније из династије Антипатрида, од 279. до 277. године п. н. е.

## Биографија
Состен је на историјску позорницу ушао као генерал у војсци дијадоха Лизимаха. Био је управник у Малој Азији. За краља је изабран од стране македонске војске, дошавши на македонски престо после свргавања Антипатера Етезије. Состен се користио околностима Галске најезде на Балкан 279. године, у којој је свргнут Антигон II Гоната и други ривали. Поразио је Болгија, једног од галских вођа, али се одмах потом морао суочити и са другом инвазијом, под вођством Брена, у којој је поражен. Коначно га је свргнуо Антигон Гоната, који у Македонији успоставља власт Антигонида.